# Lögndetektor

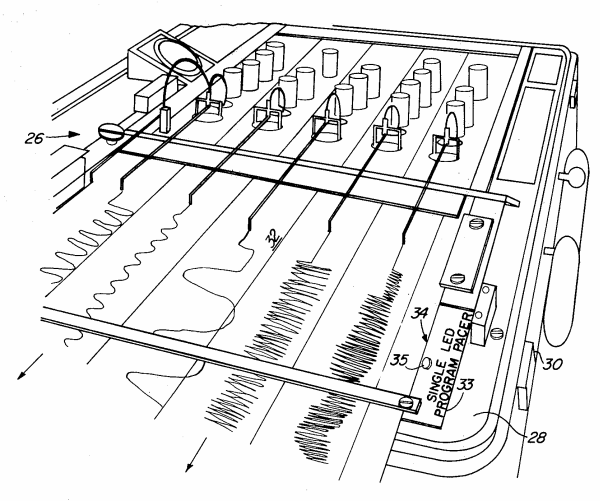
Ett exempel på hur en lögndetektor visar mätningar av olika kroppsfunktioners variation med tiden.

En lögndetektor, ibland kallad polygraf, är en elektronisk apparat som används för att registrera flertal kroppsfunktioner. Oftast används apparaten för att söka utröna huruvida en person talar sanning eller ljuger. Det finns inga vetenskapliga bevis för att lögndetektorer fungerar. Användning av lögndetektorer är pseudovetenskap.

## Påstått funktionssätt
Det finns ett samband mellan vissa kroppsfunktioner (till exempel puls, andning, blodtryck och handsvett) och det obehag en person upplever. Detektorn avslöjar egentligen inte huruvida en människa ljuger utan snarare personens reaktion på att få obehagliga frågor. Enligt förespråkarna kan metoden dock med signifikant träffsäkerhet avslöja personer som har begått ett brott eller något annat som de vill dölja, eller – mer osäkert – handlingar som personen kan komma att begå. På så sätt skulle personer som vore säkerhetshot kunna identifieras eller sållas bort från en organisation som en säkerhetstjänst.
Enligt förespråkarna för tekniken kan ren nervositet sållas ut från det obehag frågorna framkallar vid ett förhör genom att en stor mängd kontrollfrågor av liknande karaktär ställs, men som ej har direkt samband med den fråga som är aktuell, och där den utfrågade skulle vilja dölja sanningen. För en ”oskyldig” skulle kontrollfrågorna och frågorna om den för undersökningsobjektet känsliga frågan ge liknande resultat, medan en "skyldig" oftast skulle få starkare reaktioner på frågor som specifikt har samband med den känsliga frågan.

## Motmedel
Alla fysiologiska indikatorer kan påverkas av den utfrågade personen genom avsiktliga mentala och fysiska medel. Ett sätt är att bita sig i tungan, eller pressa tårna hårt mot golvet, eller på annat sätt skapa en fysiologisk stress. Om man gör detta på kontrollfrågorna blir jämförelsevärdena högre och testet kan visa att man talar sanning. Ett annat motmedel som fungerar på brottskunskapstestet är att uppehålla tankarna på annat än det testförrättaren pratar om, till exempel genom att räkna baklänges eller räkna får tyst för sig själv.

## Tillförlitlighet
Lögndetektortester kan möjligen ge resultat som är bättre än slumpen. En lögndetektor ger dock utslag för rädsla snarare än lögnaktighet, om något utslag registreras. Eftersom orsaken till den utfrågades rädsla eller oro inte kan bestämmas, ger metoden inte användbara utslag.

### Röstdetektering
För lögndetektortest baserade på röstdetektering och språkanalys saknas helt vetenskapligt stöd för att lögndetektorer kan visa något överhuvudtaget enligt nya svenska forskningsrön. Forskarna Francisco Lacerda, professor i lingvistik vid Stockholms universitet, och Anders Eriksson, professor i fonetik vid Göteborgs universitet, publicerade vid årsskiftet 2007/2008 artikeln ”Charlatanry in forensic speech science” i tidskriften The international journal of speech, language and the law, en granskad akademisk tidskrift för röstforskning och säkerhetsfrågor. I artikeln redovisar författarna bland annat vad de senaste 50 årens forskning avseende fonetiska lögndetektortest har resulterat i. De visar att det inte finns något vetenskapligt stöd för att språkbaserade lögndetektorer ger information om en persons stressnivå, utan att det motsvarar tärningskast. Vidare visas att den största tillverkaren av fonetiska lögndetektorer i själva verket är en bluffmakare. Företaget Nemesysco Limited är ett enmansföretag som drivs av en israelisk marknadsförare utan någon akademisk examen eller utbildning i fonetik eller psykolingvistik. Efter en stämningsansökan och uppgörelse med Nemesysco, drogs dock artikeln tillbaka av förlaget Equinox, som ger ut den aktuella tidskriften. Som argument anger förlaget att det kritiserade företaget borde ha getts tillfälle att kommentera artikeln innan publicering, och lovar företaget utrymme för ett brev i ett kommande nummer av tidskriften. Lacerda och Eriksson ligger nu i konflikt med förlaget om att åter få artikeln publicerad. Artikeln finns dock att läsa på Wikileaks, Scribd.com samt för nedladdning på Pirate bay. Flera vetenskapliga institutioner, bl.a. svenska Vetenskapsrådet och Kungliga Vetenskapsakademin kritiserade förlagets hantering och försvarade Erikssons och Lacerdas forskning.

## Källhänvisningar
1. 1 2  Leonard Saxe (1991). ”Science and the CQT polygraph” (på engelska). Integrative Physiological and Behavioral Science 26:  sid. 223–231. doi:https://doi.org/10.1007/BF02912514. https://link.springer.com/article/10.1007/BF02912514. Läst 6 april 2025.
2. 1 2 3 4 5  Committee to Review the Scientific Evidence on the Polygraph, Board on Behavioral, Cognitive, and Sensory Sciences and Committee on National Statistics, Division of Behavioral and Social Sciences and Education, National Research Council of the National Academies, The Polygraph and Lie Detection. Washington D. C. 2003. ISBN 0-309-08436-9
3. 1 2  Karin Bojs. "Lögndetektorer fungerar inte" Dagens Nyheter den 28 december 2008. Läst 10 januari 2009.
4. ↑   Eriksson, Anders & Francisco Lacerda (2007). "Charlatanry in forensic speech science - a problem to be taken seriously", The international journal of speech, language and the law 14(2):169-193.
5. ↑   Arkiverad 22 januari 2016 hämtat från the Wayback Machine. Meddelande från editorn för International Journal of Speech, Language and the Law, publicerat 2008-12-04.
6. ↑  Jonnie Wistrand. "Lögndetektorbomben på väg att brisera" IDG.se den 6 februari 2009. Läst 8 februari 2009.
7. ↑  ”Försök att tysta forskare slog tillbaka”. Forskning & Framsteg. 17 april 2009. https://fof.se/artikel/2009/4/forsok-att-tysta-forskare-slog-tillbaka/. Läst 30 januari 2023.